# 安城市のあんき会
安城市のあんき会（あんじょうしのあんきかい）とは、愛知県安城市で平成19年から平成20年にかけて開催された「安城市自治基本条例を考える市民会議」の通称である。

## 概要
安城市では、地方分権が進み、自治体には自らの地域のことを自ら決定し、自ら行動することが求められる時代になったことから、まちづくりの担い手である市民・議会・行政が協働してまちづくりを進めるために必要な基本ルールを定めることが必要と考え、「条例」という形で明文化することを目指した。
そのために、「安城市自治基本条例を考える市民会議」（通称：あんき会）が設置された。あんき会は、民公募メンバー24名と職員公募メンバー11名の計35名で構成されており、平成19年12月から約1年間にわたって17回の会議を開催した。
あんき会では、「前文」「条例の目的」「用語の定義」「条例の位置づけ」「自治の基本原則」「市民の権利」「市民の役割と責務」「議会の役割と責務」「市長の役割と責務」「職員の役割と責務」「市民参加」「コミュニティ」「住民投票」「情報公開、個人情報の保護」「説明責任」「市政運営・組織」「行政評価」「財政運営」「他機関との連携」「条例の見直し・改正」「その他」の21項目からなる「条例素案」を作成し、平成20年11月に市長に提言した。
この提言を受けて、学識経験者、関係団体代表者、議会代表者、あんき会代表者からなる「安城市自治基本条例策定審議会」が設置され、条例（案）を検討した。その結果、平成21年9月に議会で可決され、同年10月1日に公布された。条例は6ヶ月の準備期間を経て、平成22年4月1日に施行された。

## 安城市自治基本条例
安城市自治基本条例は、「自治体の憲法」ともいわれるもので、安城市がどんなまちを目指すか、どんな自治体を目指すかを明らかにし、市民・議会・行政が協働してまちづくりを進めるための基本原則と理念を明確にしたものである。
条例は、「安城市は、自然と人が共生する環境に恵まれたまちであり、歴史と文化が育んだ伝統や特色を大切にしながら、新しい時代にふさわしい創造性や開拓精神を持って発展してきました。このような安城市の誇りや安城らしさを守りつつ、市民一人ひとりが主体的に参加し、協働してまちづくりを進めることで、だれもが幸せに暮らし続けられる社会を創ります。このためには、市民・議会・行政がそれぞれの役割と責務を自覚し、互いに信頼し合いながら対話し、情報を共有し、説明責任を果たすことが必要です。この条例は、このような安城市の基本理念に基づき、安城市民自治の推進に関する基本的な事項を定めることを目的とします」という前文で始まり、「用語の定義」「条例の位置づけ」「自治の基本原則」「市民の権利と役割・責務」「議会の役割と責務」「市長の役割と責務」「職員の役割と責務」「市民参加」「コミュニティ形成等の推進」「住民投票等による意思表示制度」「情報公開及び個人情報保護等に関する事項」「説明責任等に関する事項」「市政運営及び組織等に関する事項」「行政評価等に関する事項」「財政運営等に関する事項」「他機関等との連携等に関する事項」
「条例の見直し及び改正等に関する事項」
「その他」
の26条からなる。